# Kamenný viadukt Milevsko–Staňkov
Železniční viadukt přes Milevský potok mezi městem Milevskem a hospodářským dvorem Staňkov stojí na katastrálním území Sepekov (západním koncem v katastrálním území Milevsko) v okrese Písek a v km 26,018 železniční trati Tábor–Ražice. V roce 1988 byl zapsán do Ústředního seznamu kulturních památek České republiky.

## Historie
Na železniční trati Tábor–Ražice jsou postaveny dva technicky podobné kamenné viadukty. Destiobloukový kamenný viadukt v km 21,510 nad údolím řeky Smutné a o čtyři kilometry dál stojí devítiobloukový kamenný viadukt v km 26,018 nad údolím Milevského potoka. Železniční trať byla uvedena do provozu 21. listopadu 1889. Na výstavbě se podíleli italští dělníci.
Viadukt nad Milevským potokem byl opravován v roce 2006 a 2009.

## Popis
Viadukt se nachází východně od města Milevsko na katastrálním území obce Sepekov (největší část) a města Milevsko. Je postaven z velkých na hrubo přitesaných lomových kamenů. Pilíře jsou postaveny na půdorysu obdélníku, nahoru se zužují a nahoře v patách kleneb na vnitřní straně je pět krakorců, které v době výstavby nesly bednění kleneb. Kamenné kvádry v nárožích pilířů jsou bosované, jsou zděné na vápenné maltě a vně spárované betonem. Viadukt je neomítaný. Ve středu každé klenby je osazena odtoková trubka přesahující líc zdiva. Koruna zdí je v horní části osazena parapetními deskami o šířce 60 cm a výšce 33 cm. V parapetních deskách je osazeno ocelové zábradlí. Krajní pilíře jsou nižší vzhledem k reliéfu terénu. Šest oblouků má rozpětí 12 m a tři 10 m. Milevský potok protéká pod třetí klenbou ze severu k jihu. Svahy kolem viaduktu jsou vyloženy nepravidelnou dlažbou.
Viadukt je dlouhý 140,15 m, v koruně je široký 4,85 m, délka přemostění je 121,80 m a výška 20,65 m. Podle zdroje měří 115 metrů a jeho výška nad Milevským potokem je 23 metrů.